# Robin Hahnel
Robin Hahnel, född den 25 mars 1946, är en professor i nationalekonomi vid Portland State University. Han är mest känd för sina arbeten om deltagande ekonomi tillsammans med redaktören för Z Magazine Michael Albert.